# Knud Herforth
Knud Joseph Herforth (født 9. juli 1889 i København, død 3. december 1943 på Frederiksberg) var en dansk overretssagfører.
Herforth var søn af grosserer Joseph Herforth og Dora f. Petersen. Han blev født på Østergade 13, hvor hans far drev den kongelige hof-manufakturhandel Børre Lorenzen & Co. Hans hovedrige onkel, grosserer Arnold Gamél, stod fadder ved hans dåb i Taarbæk Kirke og var vært ved dåbsfesten, som afholdtes i hans sommervilla i Taarbæk. En anden onkel, Carl Gammeltoft, var direktør for De Danske Sukkerfabrikker, mens hans farbror, Carl Herforth, var kreditforeningsdirektør. Herforth blev således født ind i det københavnske bourgeoisi. Han blev student fra Metropolitanskolen i 1907 og cand.jur. i 1915. Samme år blev han fuldmægtig hos overretssagfører Otto Bang, som var gift med hans søster Kate Bang. Få måneder senere blev parret imidlertid separeret, og Herforth blev efterfølgende ansat hos overretssagfører Johannes Giersing og endelig hos sin fætter, overretssagfører Hans Hjelm Herforth.
I 1918 blev Herforth overretssagfører og havde i en årrække kontor på Stormgade 6 i København, hvor han opbyggede et stort og trofast klientel. Han beskæftigede sig i mindre grad med ejendomshandel, men var først og fremmest en dygtig juridisk rådgiver. En sygdom afbrød imidlertid tidligt hans karriere, og Herforth var sengeliggende de sidste mange år af sit liv.
Herforth giftede sig i 1917 med Else Marie f. Duvier, datter af glarmester August Duvier.